# Tsuyoshi Shimamura
Tsuyoshi Shimamura (島村 毅, Shimamura Tsuyoshi) est un footballeur japonais né le 10 août 1985 à Koshigaya. Il évolue au poste de défenseur.

## Biographie
Shimamura commence sa carrière professionnelle au Shonan Bellmare. Il découvre la première division lors de l'année 2010.
En 2011, il est prêté au club de Tokushima Vortis.